# Rückstellung für Beitragsrückerstattung
Die Rückstellung für Beitragsrückerstattung (RfB) ist eine versicherungstechnische Rückstellung im Jahresabschluss eines Versicherers. Diese Rückstellung bildet den handelsrechtlichen Wert der Ansprüche der Versicherungsnehmer, insbesondere deren Gemeinschaft, auf Beitragsrückerstattung zum Bilanzstichtag ab, soweit sie nicht bereits endgültig einzelnen Versicherungsnehmern zugeteilt und dann ausgezahlt, zur Auszahlung in einer Verbindlichkeit oder in der Einzelrückstellung des betreffenden Vertrages ausgewiesen sind. Sie ist insbesondere in der Lebens- und der (privaten) Krankenversicherung von Bedeutung.
Die Bewertung der RfB hängt in der Lebens- und Krankenversicherung wesentlich von den vertrags- und aufsichtsrechtlichen Bestimmungen der Ansprüche der Versicherungsnehmer auf Überschussbeteiligung ab.

## Begriff der RfB
Im Bilanzgliederungsschema in Formblatt 1 der RechVersV heißt diese Rückstellung Rückstellung für erfolgsabhängige und erfolgsunabhängige Beitragsrückerstattung, jedoch wird sie im Handelsgesetzbuch und im Versicherungsaufsichtsgesetz einfach nur Rückstellung für Beitragsrückerstattung genannt. Im Folgenden wird sie mit der gängigen Abkürzung RfB bezeichnet.
Der Bezeichnung nach ist die RfB eine Rückstellung, denn sowohl der Zeitpunkt der Auszahlung bzw. Zuteilung an einen bestimmten Versicherungsnehmer als auch der dabei zuzuteilende Betrag ist noch ungewiss. Eine Besonderheit der RfB ist allerdings, dass auch noch der Anspruchsberechtigte unbekannt ist. Vielmehr besteht zum Bilanzstichtag eine Verpflichtung gegenüber den derzeitigen Versicherungsnehmern, bestimmte Beträge zukünftig auf jeden Fall an Versicherungsnehmer auszuschütten. Dadurch sind die Beträge dem Versicherer endgültig entzogen und stellen eine Schuld gegenüber Dritten dar. Für diese ist insofern eine Rückstellung zu bilden. Da es sich um Ansprüche aus einem Versicherungsvertrag handelt, zählt die RfB auch zu den versicherungstechnischen Rückstellungen.
Durch die Bezeichnung in der RechVersV wird deutlich gemacht, dass hier nicht nur Ansprüche aus der Überschussbeteiligung, also der erfolgsabhängigen Beitragsrückerstattung, sondern auch Ansprüche auf erfolgsunabhängige Beitragsrückerstattung berücksichtigt werden. Erfolgsabhängig bedeutet, dass der Anspruch sich auf Grund des insgesamt vom Versicherer erreichten „Erfolgs“, also dem erzielten Geschäftsüberschuss bestimmt. Der Begriff Beitragsrückerstattung bezieht sich auf die Rückerstattung nicht benötigter Teile der insbesondere auf Grund gesetzlicher Vorgaben besonders vorsichtig bestimmten Beiträge in der Lebens- und Krankenversicherung. In anderen Versicherungssparten gibt es die erfolgsunabhängige Beitragsrückerstattung. Hier werden die Beiträge so bestimmt, dass sie für alle unterschiedlichen Risiken angemessen sind. Denjenigen Versicherungsnehmern, deren Risiken sich als eher niedrig erweisen, werden dann Teile der Beiträge zurückerstattet, ohne Rücksicht darauf, welchen Überschuss der Versicherer insgesamt erzielt hat. Der Begriff der Beitragsrückerstattung darf nicht mit dem Begriff der Beitragsrückgewähr zum Beispiel bei Rentenversicherungen mit Beitragsrückgewähr oder in der Unfallversicherung mit Beitragsrückgewähr verwechselt werden. Dort wird tatsächlich die Summe der gesamten gezahlten Beiträge bei Tod oder bei Erleben als Versicherungsleistung gezahlt.

## Funktion der RfB
Soweit die im Voraus deklarierten Überschussanteile im Wege der Direktgutschrift den Versicherungsnehmern, also zu Lasten des folgenden Geschäftsjahres gutgebracht werden, ist das Versicherungsunternehmen darauf angewiesen, die dafür nötigen Mittel auch tatsächlich zu erwirtschaften. Soweit die Mittel für die Überschussbeteiligung der RfB entnommen werden, verwendet das Versicherungsunternehmen dagegen Mittel, die bereits in früheren Jahren erwirtschaftet wurden und damit bereits in der RfB vorhanden sind.
In der Lebensversicherung ist es Ziel, den Versicherungsnehmern eine möglichst früh voraussehbare, verlässliche Leistung für die Sicherung der Altersversorgung zu erbringen. Daher sollten sich die deklarierten Überschusssätze über die Zeit kaum verändern, was sich aber im Zeitablauf nicht immer bewältigen lässt. Die RfB dient als expliziter, in der Bilanz ausgewiesener Puffer, damit auch bei schwankenden Ergebnissen eine konstante Überschussbeteiligung gewährt werden kann: Sind ausreichend Mittel in der RfB vorhanden, so kann die Zuführung in den einzelnen Jahren schwanken, und eine gleichmäßige Entnahme ist dennoch möglich.
Umgekehrt kann es in der Krankenversicherung vorkommen, dass es Jahre gibt, in denen eine hohe Entnahme aus der RfB wünschenswert ist, um eine starke Beitragsanpassung zu mildern, während in Jahren, in denen die Beiträge kaum steigen, nur wenig Mittel der RfB entnommen werden „müssen“. Bei einer annähernd konstanten Zuführung gleicht also die RfB den unterschiedlichen Bedarf aus. Die Verwendung von Mitteln aus der RfB bedarf in der Krankenversicherung zum Teil der Zustimmung eines unabhängigen Treuhänders.

### RfB als Mittel der Unternehmenspolitik
Zunächst ist es eine unternehmenspolitische Entscheidung, wie viel – innerhalb der aufsichts- und aktienrechtlichen Grenzen – vom Überschuss den Versicherungsnehmern als Direktgutschrift oder als Zuführung zur RfB zugeführt wird, und wie viel als Jahresüberschuss dem Unternehmen bzw. seinen Aktionären verbleibt.
Ebenso stellt sich die Frage, welche Beträge aus der RfB den Versicherungsnehmern gutgeschrieben werden. Schüttet das Unternehmen zu wenig aus, so hat es eine schlechte Position im Wettbewerb um neue Kunden. Baut es dagegen die RfB zu stark ab, so hat es keine Reserven mehr, um bei einer negativen Entwicklung weiterhin eine angemessene Ausschüttung zu gewährleisten.
Darüber hinaus sind die nicht für deklarierte Überschussanteile des Folgejahres gebundenen Teile der RfB Ersatz für Eigenmittel, da sie in einem Notstand zur Abwendung verwendet werden dürfen. Daher ist ebenso bei Zuführungen, insbesondere aber Entnahmen zu berücksichtigen, inwieweit Eigenmittel benötigt werden. Es ist für die Versicherungsnehmer stets vorzuziehen, selbst durch zeitweiligen Verzicht auf Zuteilung (nicht auf die Beträge selbst, die ihnen nur später zugewiesen werden) die teure Aufnahme von Eigenkapital auf den Kapitalmärkten zu vermeiden.

## Rechtliche Grundlagen

### Aufsichtsrecht
Die Beträge, die der RfB zugeführt werden, dürfen nur für Zwecke der Überschussbeteiligung verwendet werden. Mit Zustimmung der Aufsichtsbehörde können in Ausnahmefällen nicht festgelegte Teile der RfB zur Abwendung eines Notstandes verwendet werden.
Im Geschäftsplan für die Überschussbeteiligung ist für den Altbestand der Lebensversicherung eine Obergrenze für die RfB festgelegt, so dass nicht unbegrenzt Mittel der RfB zugeführt werden können, ohne sie auch wieder an die Versicherten auszuschütten. Danach darf in der Regel die freie RfB die Summe der Zuführungen der beiden letzten Jahre nicht übersteigen.

### Handelsrecht
Die RfB ist zu bilden, wenn ihre ausschließliche Verwendung der Mittel zur Beitragsrückerstattung durch Gesetz, Satzung, geschäftsplanmäßige Erklärung oder vertragliche Vereinbarung gesichert ist. Diese Regelung ist aber nicht abschließend. Es sind auch Beträge der RfB zuzuführen, wenn im Jahresabschluss Überschüsse gezeigt werden, die bei der vertragsrechtlichen Bemessung der RfB noch nicht berücksichtigt werden, aber in Zukunft erwartungsgemäß zu Aufwand für Beitragsrückerstattung führen werden.

### Steuerrecht
Zuführungen zur RfB sind nach § 21 KStG steuerfrei, sofern sie kleiner sind als der Gewinn vor Zuführung des abgelaufenen Geschäftsjahres und die ausschließliche Verwendung der RfB für die Überschussbeteiligung durch die Satzung oder durch geschäftsplanmäßige Erklärung gesichert ist. Die RfB ist aufzulösen soweit sie höher ist als die Summe
- aus den Zuführungen der letzten drei Jahre,
- dem Betrag, dessen Ausschüttung als Überschussbeteiligung vom Versicherungsunternehmen vor dem Bilanzstichtag verbindlich festgelegt worden ist,
- in der Krankenversicherung dem Betrag, dessen Verwendung zur Ermäßigung von Beitragserhöhungen im folgenden Geschäftsjahr vom Versicherungsunternehmen vor dem Bilanzstichtag verbindlich festgelegt worden ist,
- in der Lebensversicherung dem Betrag, der für die Finanzierung der auf die abgelaufenen Versicherungsjahre entfallenden Schlussgewinnanteile erforderlich ist.

Die steuerliche Auflösung der RfB führt allerdings zu einer wesentlichen Steuerlast für den Versicherer, da damit Beträge, die rechtlich den Versicherungsnehmern zukommen müssen, besteuert werden. Daher stellt diese steuerliche Begrenzung der RfB eine quasi zwingende Vorgabe für die Unternehmenspolitik bzgl. der RfB dar. Die Ausschüttungen bzw. Bindung von Beträgen ist so zu steuern, dass es zu keiner Besteuerung der RfB kommt.

## Erfolgsabhängige und erfolgsunabhängige RfB
Die erfolgsabhängige RfB umfasst die Beträge, die vom gesamten oder vom versicherungstechnischen Ergebnis des Versicherungsgeschäfts oder vom Ergebnis eines Versicherungszweiges oder einer Versicherungsart abhängen.
Die erfolgsunabhängige RfB umfasst die Beträge, die vom Schadenverlauf oder vom Gewinn eines oder mehrerer Versicherungsverträge abhängen, oder die durch Gesetz oder vertragliche Vereinbarung festgelegt sind.
Die Unterscheidung in erfolgsabhängige und erfolgunsunabhängige RfB ist in der Praxis insbesondere bei Krankenversicherungsunternehmen von Bedeutung. In der Lebensversicherung kommt praktisch ausschließlich die erfolgsabhängige RfB vor.

## RfB in der Lebensversicherung

### Schlussüberschussanteilfonds
Für zwar schon vorläufig deklarierte, aber noch nicht fällige Schlussüberschussanteile wird innerhalb der RfB eine Teilrückstellung (Schlussüberschussanteilfonds) gebildet.
Die Berechnungsmethode dieses Fonds ist in § 28 Abs. 7 RechVersV festgelegt. Danach ist der Fonds über die Vertragslaufzeit unter Berücksichtigung einer Verzinsung anzufinanzieren („m/n-Verfahren“), soweit nicht ein anderes Verfahren der Art des Vertrages angemessener ist. Der Versicherungsnehmer hat auf die Schlussüberschussanteile nur eine Anwartschaft. Ein Anspruch entsteht erst bei einer Beendigung des Vertrages in der dann deklarierten Höhe. Nach neuer Rechtsprechung besteht auch bei Rückkauf oder im Todesfall ein Anspruch auf Schlussüberschussanteile. Allerdings darf die Deklaration für diese Fälle niedrigere Schlussüberschussanteile vorsehen.

### Festgelegte, gebundene und freie RfB
Durch die unwiderrufliche Deklaration (Festlegung) von laufenden oder Schlussüberschussanteilen für das Folgejahr oder einen anderen Deklarationszeitraum wird ein Teil der RfB in der Höhe festgelegt, wie voraussichtlich Mittel entnommen werden, um diese Überschussanteile zu finanzieren. Dieser Teil der RfB wird als festgelegter Teil bezeichnet. Der festgelegte Teil der RfB zusammen mit dem Schlussüberschussanteilfonds wird als gebundene RfB bezeichnet und der darüber hinausgehende Teil der RfB wird als freie oder ungebundene RfB bezeichnet. Schlussüberschussanteilfonds und freie RfB werden zusammen auch als nicht festgelegter Teil der RfB bezeichnet. Das sind die Mittel, die bereits rechtlich für Zwecke der Beitragsrückerstattung bestimmt sind, über deren konkrete Verwendung aber noch kein endgültiger Beschluss gefasst ist und demzufolge noch keine konkreten Ansprüche einzelner Versicherungsnehmer auf diese Beträge bestehen. Lebensversicherungen haben im Anhang des Jahresabschlusses Angaben über die verschiedenen Teile der RfB zu machen.

## RfB in der Krankenversicherung
Krankenversicherungen haben den Bilanzposten RfB nach der erfolgsabhängigen und der erfolgsunabhängigen RfB zu untergliedern. Diese Unterscheidung ist in der Praxis auch nur bei Krankenversicherungsunternehmen von Bedeutung, da aus der erfolgsunabhängigen RfB die Beitragsanpassungen abgefedert werden und aus der erfolgsabhängigen RfB das Überschussbeteiligungssystem der Beitragsrückgewähr finanziert wird.
Die poolrelevante RfB aus der Pflegepflichtversicherung gehört zu erfolgsunabhängigen RfB.

## Belege
1. ↑  Überschussstudie von Assekurata  (Stand 16. Januar 2008).